# فهرست جنگ‌های القاعده
در زیر فهرستی از درگیری‌های گروه شبه‌نظامی القاعده آمده است. این گروه در حال حاضر، بخش‌هایی از خاک سومالی، یمن، بورکینافاسو و مالی را تحت کنترل دارد و در بسیاری از نبردها و جنگ‌ها شرکت کرده است.

## جنگ‌ها

### جنگ‌های جاری
- جنگ علیه تروریسم
- جنگ داخلی یمن (۲۰۱۴–اکنون)
  - شورش القاعده در یمن
- شورش در مغرب (۲۰۰۲–اکنون)
- جنگ مالی
- جنگ داخلی سوریه
- شورش در خیبر پختونخوا
- جنگ داخلی سومالی (۲۰۰۹–اکنون)
- جنگ با داعش
  - مداخله آمریکا در جنگ داخلی سوریه

### جنگ‌های پایان‌یافته
- جنگ شوروی در افغانستان
- جنگ داخلی افغانستان (۱۹۹۲–۱۹۸۹)
- جنگ داخلی افغانستان (۱۹۹۶–۱۹۹۲)
- جنگ بوسنی
- جنگ داخلی افغانستان (۲۰۰۱–۱۹۹۶)
- جنگ در افغانستان (۲۰۲۱–۲۰۰۱)
- جنگ داخلی تاجیکستان
- جنگ عراق
- شورش عراق (۲۰۱۱–۲۰۱۳)
- جنگ در سومالی (۲۰۰۶–۲۰۰۹)
- خشونت جناحی در لیبی (۲۰۱۴–۲۰۱۱)
- دومین جنگ داخلی لیبی